# فربيون حلبي
الفربيون الحلبي أو بقلة خضراء (باللاتينية: Euphorbia aleppica) نوع نباتي يتبع جنس الفربيون من الفصيلة اللبنية.

## الموئل والانتشار
ينتشر في بلاد الشام والمغرب العربي والقوقاز والبلقان.